# شاهرخ خان
شاهرخ خان (زادهٔ ۲ نوامبر ۱۹۶۵) بازیگر و تهیه‌کنندهٔ هندی است که در فیلم‌های هندی‌زبان فعالیت می‌کند. در رسانه‌ها از او با عنوان‌هایی مانند «پادشاه بالیوود» یاد شده و در بیش از ۹۰ فیلم حضور داشته‌است که برای نقش‌آفرینی‌هایش افتخارات گوناگونی از جمله ۱۴ جایزهٔ فیلم‌فیر دریافت کرده‌است. دولت هند نشان پادما شری و نیز دولت فرانسه نشان هنر و ادب و لژیون دونور را به او داده‌است. خان دنبال‌کنندگان چشمگیری در آسیا و مهاجران هندی در سراسر جهان دارد. از لحاظ شمار مخاطب و درآمد، چند رسانهٔ خبری او را یکی از موفق‌ترین ستاره‌های سینما در جهان توصیف کرده‌اند. بسیاری از فیلم‌های او مضامین هویت ملی هندی و ارتباط‌ها با جوامع دور از وطن یا اختلاف‌ها و نارضایتی‌های جنسیتی، نژادی، اجتماعی و مذهبی را به تصویر می‌کشند.
خان کارش را در پایان دههٔ ۱۹۸۰ با حضور در چند مجموعهٔ تلویزیونی آغاز کرد و در سال ۱۹۹۲ با فیلم عاشق دیوانه‌وار وارد بالیوود شد. او در آغاز کار بابت بازی در نقش افراد شرور در فیلم‌های بازیگر (۱۹۹۳) و ترس (۱۹۹۳) شناخته شد. خان پس از بازی در مجموعه‌ای از فیلم‌های عاشقانهٔ پرفروش از جمله داماد عاشق عروس را می‌برد (۱۹۹۵)، دل دیوانه است (۱۹۹۷)، داره یه اتفاقایی میفته (۱۹۹۸)، محبت‌ها (۲۰۰۰)، گاهی شادی گاهی غم (۲۰۰۱)، فردا باشه یا نباشه (۲۰۰۳)، ویر-زارا (۲۰۰۴) و هرگز نگو خداحافظ (۲۰۰۶) به شهرت رسید. او برای بازی در نقش یک معتاد به الکل در دیوداس (۲۰۰۲)، دانشمند ناسا در مادری (۲۰۰۴)، مربی هاکی در هند، به پیش! (۲۰۰۷) و مردی مبتلا به نشانگان آسپرگر در من خان هستم (۲۰۱۰) مورد تحسین منتقدان قرار گرفت. موفقیت تجاری بیشتر با ام شنتی ام (۲۰۰۷) و خداوند زوج‌ها را می‌سازد (۲۰۰۸) رقم خورد و در قطار چنای (۲۰۱۳) و سال نو مبارک (۲۰۱۴) به ایفای نقش‌های کمدی پرداخت. به‌دنبال وقفه‌ای کوتاه، او با فیلم‌های اکشن ۲۰۲۳ پتان و جوان بازگشت موفقی داشت و هر دو فیلم در میان پرفروش‌ترین فیلم‌های هندی قرار گرفتند.
کارهای بشردوستانه خان شامل خدمات بهداشت و درمان و امداد به فاجعه‌دیدگان بوده و در ۲۰۱۱ به دلیل پشتیبانی از آموزش کودکان، جایزه‌ای از یونسکو دریافت کرد. او در ۲۰۱۸ برای رهبری در حمایت از حقوق زنان و کودکان در هند، جایزهٔ کریستال مجمع جهانی اقتصاد را دریافت کرد. خان چندین بار در فهرستی از تأثیرگذارترین افراد در فرهنگ هند قرار گرفته و در سال ۲۰۰۸، نیوزویک او را یکی از پنجاه فرد قدرتمند در جهان معرفی کرد. مجلهٔ تایم در سال ۲۰۲۳ او را یکی از ۱۰۰ شخص تأثیرگذار در جهان نامید.

## اوایل زندگی و خانواده

### والدین
پدر خان، یعنی میر تاج محمد خان، فعالِ جنبش استقلال‌طلبی هند و اهلِ پیشاور بود که در کنار خدمتکار خدای (جنبش مقاومت بدون خشونت به رهبری خان عبدالغفار خان که به‌دنبال همبستگی و استقلال هند بود) مبارزات سیاسی داشت. میر از پیروان عبدالغفار خان بود و به کنگره ملی هند ملحق شد. او همچنین پسر عموی سرلشکر ارتش ملی هند، یعنی شاه نواز خان بود. بنا به گفتهٔ خان، جد پدری او، میر جان محمد خان از قوم پشتون و اهل افغانستان بود. اما بعداً اقوام پدری او در پیشاور تصریح کردند که خانوادهٔ مذکور به‌زبان هندکو صحبت می‌کند و اصالتاً اهل کشمیر هستند که قرن‌ها پیش در پیشاور سکنی گزیدند؛ گفته‌های اقوام با این ادعا که پدربزرگش پشتون اهلِ افغانستان بود، در تضاد است. تا سال ۲۰۱۰، خانوادهٔ پدری خان همچنان در منطقه شاه ولی قطال در بازار قصه‌خوانی پیشاور زندگی می‌کردند.
در سال ۱۹۴۶، میر تاج محمد خان برای تحصیل در رشته حقوقِ دانشگاه دهلی، به دهلی رفت. هنگامی که تقسیم هند در سال ۱۹۴۷ رخ داد، او مجبور شد در دهلی بماند و تا سال‌ها بعد به پیشاور بازنگشت. مادر خان، لطیف فاطمه، افسر قضایی و همچنین دختر یک مهندس دولتیِ ارشد بود. پدر و مادر خان در سال ۱۹۵۹ ازدواج کردند.

### اوایل زندگی
خان در ۲ نوامبر ۱۹۶۵ در خانواده‌ای مسلمان در دهلی نو به دنیا آمد. او پنج سال نخست زندگی خود را در منگلور گذراند که در آن‌جا پدربزرگ مادری‌اش، افتخار احمد، به عنوان مهندس ارشد بندرگاه مذکور در دههٔ ۱۹۶۰ مشغول به فعالیت بود. خان در توییتر خودش را «نیمی حیدرآبادی (مادر)، نیمی پشتون (پدر) و مقداری کشمیری (مادربزرگ)» توصیف کرد.
خان در محلهٔ راجندرا ناگار دهلی نو بزرگ شد. پدرش چندین کار تجاری از جمله یک رستوران داشت. این خانواده در آپارتمان‌های اجاره‌ای زندگی می‌کردند و از قشر متوسط جامعه بودند. خان در مدرسهٔ سنت کلمبا در مرکز دهلی شرکت کرد و آن‌جا در تحصیلات و نیز در ورزش‌هایی مانند هاکی و فوتبال عالی بود. او بالاترین جایزهٔ مدرسه، یعنی شمشیر افتخار را دریافت کرد. خان در ابتدا آرزو داشت که ورزش را دنبال کند، اما به دلیل آسیب دیدگی شانه در سال‌های اولیه زندگی، دیگر نمی‌توانست بازی کند. در عوض، در دورهٔ جوانی در نمایش‌ها بازی کرد و به دلیل تقلید از بازیگران بالیوود مورد تحسین قرار گرفت. بازیگران مورد علاقه‌اش دیلیپ کومار، آمیتاب باچان و ممتاز بودند. یکی از دوستان دوران کودکی و شرکای بازیگری او آمریتا سینگ بود که بازیگر بالیوود شد. خان برای کسب مدرک لیسانس اقتصاد در کالج هانسراج (۱۹۸۵–۱۹۸۸) ثبت نام کرد، اما اکثر وقت خود را در گروه اکشن تئاتر دهلی (TAG) گذراند. او در آن‌جا تحت نظر کارگردان تئاتر، بری جان، به تحصیل در رشته بازیگری پرداخت. پس از اتمام دورهٔ کالج هانسراج، خان تحصیل در مقطع کارشناسی ارشد را در رشته ارتباطات جمعی در جامعه ملیه اسلامیه آغاز کرد، اما برای ادامهٔ کار بازیگری آن را ترک کرد. او همچنین در اوایل کار به مدرسه ملی نمایش در دهلی رفت.

## زندگی حرفه‌ای
شاهرخ که در تلویزیون به موفقیت دست یافته بود در سال ۹۱ با یکی از دوستانش وارد بمبئی می‌شود و مورد توجه هما مالینی ستاره زن آن زمان روزگار قرار می‌گیرد هیما می‌خواهد تا او بازیگر اولین فیلمی باشد که کارگردانی می‌کند. ۱۲ سال بعد پس از آن فیلم شاهرخ خان به سوپراستار سینمای هند بدل می‌شود. نام این فیلم «دل آشناهه» بود.
در ۲۵ اکتبر ۱۹۹۱ با گوری خان ازدواج می‌کند. در مدرسه سنت کلمبا در دهلی نو برنده جایزه شمشیر افتخار می‌شود این جایزه مخصوص بهترین شاگرد بود. سال ۱۹۹۰ بهترین ستاره هند شد. در فیلم‌های آدیتیا چوپرا بدون خواندن فیلم‌نامه بازی می‌کند. زوج سینمایی وی کاجول بود.
در سال ۲۰۰۹ وی درحالی که به تازگی از هواپیما پیاده شده تا به جمع طرفدارانش در آمریکا برود دستگیر شد و ۶۶ دقیقه مورد بازجویی قرار گرفت.
شاهرخ خان یک کمپانی تولید فیلم به نام دریمز آنلیمیتد را اداره می‌کند. البته در ادارهٔ آن با جوهی چاولا و عزیز میرزا همکار و شریک است. آن‌ها تاکنون چهار فیلم با نام‌های: پهیربهی دل‌های هندوستانی، آشوکا، یک دو کا چهار و چلته چلته تولید کرده‌اند. سال ۲۰۰۴ از سوی مجلهٔ تایم یکی از بهترین بازیگران هند لقب گرفت. در فیلم گاهی خوشی گاهی غم، پسرش «آریان» نقش کودکی شاهرخ خان را بازی می‌کند. او در سال ۲۰۰۳، در جریان فیلمبرداری فیلم شاکتی:د پاور ستون فقراتش صدمه دید و بعداً جراحی شد. این مشکل باعث شد که او دچار مشکلاتی مانند خشونت صدا شود.
۱۹۸۸ تا ۱۹۹۲: شروع کار
- شاهرخ بازیگری را زیر نظر بری جان کارگردان تئاتر، در دهلی در "تئاتر گروه اکشن" می‌آموخت. وی پیش از ورود به سینما، وارد تلویزیون شد. اولین نقش او در مجموعهٔ تلویزیونی تلویزیونیدل دریا به کارگردانی لک تاندون بود. اما به دلیل تأخیر در تولید، مجموعهٔ تلویزیونی فاوجی در سال ۱۹۸۸ اولین سریال او بود. وی نقش اصلی کماندو آبهیمانیو رأی را بازی کرد که با تحسین منتقدان همراه بود و باعث به رسمیت شناخته شدن شاهرخ شد. سپس در سال ۱۹۸۹ او در سریال "سیرک" عزیز میرزا بازی کرد. همچنین یک نقش کوتاه هم در فیلم In Which Annie Gives It Those Ones داشت. بازی‌های او باعث شد تا منتقدان سبک بازی او را بابازیگر معروف دیلیپ کومار مقایسه کنند که اتفاقاً دیلیپ کومار یکی از دوستان پدر شاهرخ بود.

در سال ۱۹۹۱، شاهرخ به بمبئی رفت و اولین پیشنهاد سینمایی اش را از هما مالینی برای فیلم دل آشناهه (دل می‌داند) دریافت کرد. اما به دلیل تأخیر در تولید فیلم، دومین فیلم او به نام دیوانا (۱۹۹۲) در مقابل ریشی کاپور و دیویا بهاراتی اولین فیلم اکران‌شده از او بود. فیلم با نقدهای خوبی روبه رو شد ودومین فیلم پرفروش سال شناخته شد. او در این فیلم نقش مکمل را داشت با این حال جایزهٔ بهترین بازیگر تازه‌وارد را از جوایز فیلم فیر گرفت. وی سپس دراقتباس مانی کال از کتاب «احمق»داستایوفسکی ظاهرشد. این فیلم دراصل برای تلویزیون بوداما در تئاتر اکران شد و همچنین در «نیویورک فیلم فستیوال» در۸اکتبر۱۹۹۲ظاهرشد. سال بعد او در فیلم کمدی راجو بن گایا جنتلمن (راجو آقا می‌شود) در نقش اصلی حضور یافت. این فیلم نخستین همکاری او با جوهی چاولا بود که اکنون بهترین دوست شاهرخ به حساب می‌آید و پس از آن چند فیلم دیگر هم با هم بازی کردند. این فیلم درباکس آفیس خوب عمل کرد. سپس درفیلم مایا ممساب (مایا خانم) ساختهٔ کتان مهتا بازی کرد که اقتباسی از مادام بواری بود.
۱۹۹۳ تا ۱۹۹۷: موفقیت‌های انتقادی و تجاری 
- شاهرخ در سال۱۹۹۳شروع به بازی در نقش‌های منفی کرد. یک عاشق عقده‌ای ویک جنایتکار به ترتیب در فیلم‌های پرفروش ترس (سومین فیلم پرفروش سال) و بازیگر (فیلم۱۹۹۳) (چهارمین فیلم پرفروش سال و نامزد بهترین فیلم) نقش‌های او بودند. او تصویر قراردادی قهرمان را در هر دوی این فیلم‌ها به چالش کشید و شیوهٔ خودش را اختراع کرد. "ترس" آغاز بسیاری از همکاری‌های شاهرخ بایاش چوپرا و یاش راج فیلمز بود. شاهرخ در این فیلم با عبارت: دوستت دارم، کککیران. (I love you, Kkkiran) نزد مخاطبان محبوب بود. وی برای این فیلم نامزد بهترین بازیگر در نقش منفی شد. فیلم دیگر او "بازیگر (فیلم۱۹۹۳)" بود که در آن نقش دوپهلوی یک انتقام جو را داشت که دوست دختر خود را می‌کشد. او همراه شکستن غیرمترقبه فرمول استاندارد در بالیوود، مخاطبان هندی را شگفت زده کرد. شاهرخ با این فیلم توانست جایزه فیلم فیر برای بهترین بازیگر مرد را برای نخستین بار بگیرد. اوهمان سال نقش یک نوازندهٔ عاشق مصیبت زده را در فیلم درام کوندان شاه با نام "کبهی هان کبهی نا"(گاهی آره گاهی نه) بازی کرد. وی برای این فیلم نامزد بهترین بازیگر نقش اول مرد و برندهٔ بهترین بازیگر از دید منتقدان فیلم فیر شد. فیلم هم برندهٔ جایزهٔ بهترین فیلم از دید منتقدان فیلم فیر شد.
- در سال ۱۹۹۴، خان دوباره نقش یک عاشق عقده‌ای را در فیلم «انجام» در کنار مدوری دیکشیت بازی کرد. گرچه فیلم شکست تجاری خورد، اما شاهرخ جایزهٔ بهترین بازیگر در نقش منفی را از فیلم فیر گرفت.

در سال ۱۹۹۵، شاهرخ در دو فیلم بلاک باستر بازی کرد.
اولین اکران او فیلم ملودرام و هیجان انگیز «کاران آرجون» ساختهٔ راکش روشن بود؛ که در آن بازیگران مطرح دیگری چون:سلمان خان، آمریش پوری، راکی، کاجول و مامتاکولکارنی هم بودند. این فیلم که به مفهوم تناسخ در جسم تازه پرداخته بود، نامزد بهترین فیلم و دومین فیلم پرفروش سال هند شد. فیلم دیگر شاهرخ، نخستین
کارگردانی آدیتیا چوپرا به نام «دیلواله دولهنیاله جاینگه»(دلشکسته شجاع عروس را می‌برد) و نخستین باری بود که شاهرخ نقش یک جوان به شدت عاشق و بدون رگه‌های منفی را بازی می‌کرد. فیلم با نقدهای مثبت منتقدان روبرو شد و فروش عالی داشت و پرفروش‌ترین فیلم در هند، خارج از هند و بهترین فیلم سال هند شد. فیلم به عنوان «بلاک باستر همیشگی» شناخته شد. این فیلم دارای رکورد طولانی‌ترین مدت اکران در هند است. این فیلم بیشتر از ۱٫۲ بیلیون در سراسر جهان فروش کرد. ۱۰ جایزهٔ فیلم فیر را برنده شد و اجرای خان تحسین منتقدان را دربرداشت و برای دومین بار برندهٔ جایزه فیلم فیر برای بهترین بازیگر مرد از فیلم فیر شد. در سال ۲۰۰۵، ایندیاتایمزموویز این فیلم در بین ۲۵ فیلم هندی که باید دید قرا گرفت. راجاسن گفت: «خان یک بازی شگفت‌انگیز داشته‌است.»
سال ۱۹۹۶ یک سال مأیوس‌کننده برای شاهرخ به حساب می‌آید. او در دو فیلم که از نظر انتقادی و تجاری ناامیدکننده بودند حضور یافت. «انگلیش بابو دسی مام» (آقای انگلیسی خانم هندی) و «چهت» (تمنا).
اما در سال ۱۹۹۷، نقش او در فیلم درام اجتماعی «پردس»(سرزمین بیگانه)ساختهٔ سوبهاش گای برای او موفقیت تجاری به دنبال داشت. (سومین فیلم پرفروش سال و نامزد بهترین فیلم) سپس او در فیلم کمدی رمانتیک عزیز میرزا به نام «یس باس» (بله قربان) حضور یافت. این دومین همکاری او با جوهی چاولا بود. فیلم درباکس آفیس نسبتاً خوب عمل کرد. آخرین اکران او، بلاک باستررمانتیک موزیکال «دل تو پاگل هه»(دل دیوانه است) ساخته یاش چوپرا بود که بهترین فیلم ودومین فیلم پرفروش سال شد؛ و شاهرخ برای سومین بار برندهٔ جایزهٔ بهترین بازیگر مرد از فیلم فیر شد.
۱۹۹۸ تا ۲۰۰۲: شناخته شدن بین‌المللی
- در سال ۱۹۹۸، خان در سه فیلم بازی کرد. فیلم اول، فیلم کمدی اکشن ماهش بهات به نام "دوپلیکیت" (هم شکل) در کنار جوهی چاولا و سونالی بندره بود. او در این فیلم دو نقش متفاوت و دوگانه را به تصویر می‌کشد. شاهرخ برای این فیلم نامزد بهترین بازیگر در نقش منفی از فیلم فیر شد. سپس او ستایش منتقدان را برای فیلم تحسین شده "دل سی"(ازاعماق دل...) دریافت کرد. این فیلم در هند شکست تجاری خورد اما در خارج از هند موفق عمل کرد. این فیلم نخستین فیلم هندی است که وارد ۱۰ فیلم برتر باکس آفیس در بریتانیا شده‌است. آخرین فیلم او، نخستین کارگردانی کاران جوهر و فیلم رمانتیک "کوچ کوچ هوتاهه" (داره یه اتفاقایی میفته) بود که در آن زوج‌های او کاجول و رانی موکرجی بازی می‌کردند. فیلم بهترین فیلم سال هند شد و "بلاک باستر همیشگی" شناخته شد. این فیلم فروشی بیش از ۱۰۰ کرور داشت. شاهرخ برای ایفای نقش راهول کانا در این فیلم، برندهٔ جایزهٔ بهترین بازیگر مرد از فیلم فیر شد.

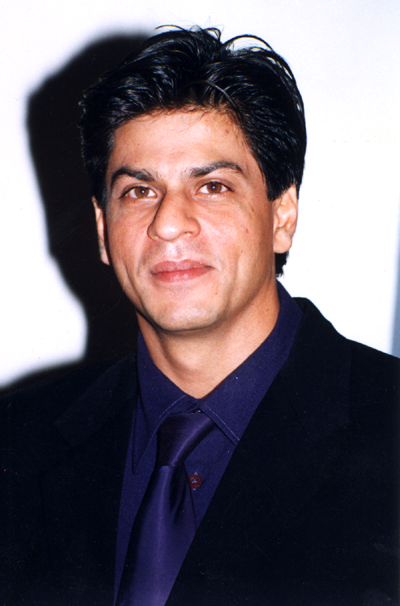
۲۰۰۱

تنها فیلم سال۱۹۹۹ او که فروش متوسطی داشت، فیلم «پادشاه» درمقابل توئینکل کانا بود. شاهرخ با این فیلم نامزد بهترین بازیگر در نقش کمدی از فیلم فیر شد.
در سال ۲۰۰۰، شاهرخ اولین فیلم کمپانی اش را با بازی خودش وجوهی چاولا و کارگردانی عزیز میرزا اکران کرد. «پهیربهی دل‌های هندوستانی» (بااین حال دل همچنان هندوستانی است) نقدهای مختلفی از منتقدان دریافت کرد و در مقایسه با دو فیلم پیشین یعنی:راجو بن گایاجنتلمن
ویس باس شکست تجاری خورد. فیلم بعدی شاهرخ، فیلم اکشن درام «جاش» بود که در آن آیشواریا رای نقش خواهر دوقلوی او را بازی می‌کرد. فیلم نامزد بهترین فیلم سال شد و توانست در فروش چه در داخل و چه خارج هند موفق عمل کند. نقش بعدی او، نقش یک مسلمان باستان‌شناس در فیلم «هی رام» بود. این فیلم ستایش منتقدان را در پی داشت و نمایندهٔ هند در اسکار بود. آخرین فیلم او، فیلم رمانتیک درام آدیتیاچوپرا به نام «محبتین» (محبت‌ها) (نامزد بهترین فیلم) بود. او در این فیلم همکار آمیتاب باچان بود و نقش یک معلم موسیقی را ایفا می‌کرد. فیلم ستایش منتقدان و موفقیت عظیم تجاری را دربرداشت و اجرای خان باعث ستایش منتقدان شد. او نامزد فیلم فیر برای بهترین بازیگر مرد و برندهٔ جایزهٔ بهترین بازیگر مرد از دید منتقدان فیلم فیر شد.
در سال ۲۰۰۱، خان تهیه‌کننده فیلمی به نام"آشوکا" (نامزد بهترین فیلم) شد و در آن نقش تاریخی رزمی داشت. این فیلم به قسمتی از زندگی آشوکا بزرگ می‌پرداخت. این فیلم در "ونیز فیلم فستیوال" و "۲۰۰۱ تورنتو اینترنشنال فیلم فستیوال" به نمایش درآمد و پاسخ مثبتی گرفت. اجرای کرینا کاپور عموماً پاسخ مثبتی داشت و بازی شاهرخ هم عکس العمل رضایت بخشی داشت. همکاری بعدی شاهرخ باکارن جوهر در درام خانوادگی «گاهی خوشی گاهی غم» (نامزد بهترین فیلم) بود. فروش این فیلم ۱٫۱۷ کرور بود. شاهرخ در مورد شخصیت راهول در این فیلم می‌گوید: من عاشق آسیب‌پذیری و درستی درون چشم‌های راهول هستم. علاوه بر این توانایی‌های او برای انتقال احساسات بدون کلمات شگفت‌انگیز است. "او برای این فیلم نامزد بهترین بازیگر مرد از فیلم فیرشد. همچنین شاهرخ از این فیلم به عنوان نقطه عطفی در زندگی حرفه‌ای‌اش یاد می‌کند.

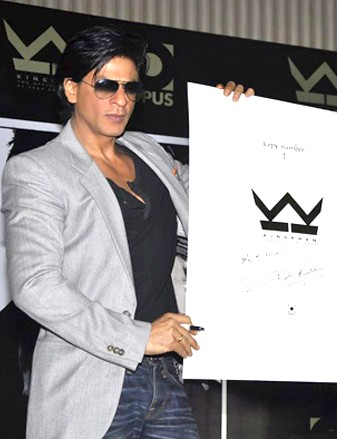
شاهرخ خان در حال تبلیغ محصولات یک شرکت انتشاراتی

در سال ۲۰۰۲، شاهرخ در فیلم «دوداس» ساختهٔ سانجی لیلا بهانسالی بازی کرد؛ که این فیلم هزینه برترین فیلمی بود که تا آن زمان ساخته شده بود. نقش‌های مقابل شاهرخ، مدوری دیکشیت وآیشواریا رای بودند. نقش او به عنوان یک الکلی سرکش، تحسین‌برانگیز بود و شاهرخ باز هم برندهٔ جایزهٔ بهترین بازیگر مرد از فیلم فیر شد. دوداس ۱۰ جایزهٔ فیلم فیر برد و نامزد بفتا برای بهترین فیلم خارجی زبان هم بود. فیلم در خود هند و خارج هند بسیار پرفروش شد. خان همچنین درفیلم «هم تومهاره صنم» (من متعلق به توأم عزیزم) در مقابل سلمان خان و مدوری دیکشیت بازی کرد. این فیلم ششمین فیلم پرفروش سال شد.
۲۰۰۳ تا ۲۰۱۰: ستاره شدن و تحسین منتقدان
- در سال ۲۰۰۳، شاهرخ تهیه‌کننده و بازیگر فیلم"رفته رفته"به کارگردانی عزیز میرزا بود که مشکلات یه زوج ازدواج کرده را نشان می‌داد و نقش مقابل اورانی موکرجی بود. فیلم موفقیت مناسبی در هندو بهتر از آن درخرج هند کسب کرد. اکران بعدی او،"کال هوناهو"(شاید فردایی نباشد (فیلم)) بود. فیلمی کمدی درام که درنیویورک فیلمبرداری شده بود. به نویسندگی کارن جوهر و نخستین تجربهٔ کارگردانی نیکیل ادوانی. نقش مقابل او را پریتی زینتا ایفا می‌کرد. منتقدان همگی از بازی او در نقش آمان ماتور قدردانی کردند و فیلم نامزد بهترین فیلم سال شد. هندو (The Hindu) نوشت: شور و ذوق بی حد و مرز، انرژی خودسر شاهرخ از اینجاست. به‌عنوان فردی که مدت کوتاهی زندگی می‌کند و زندگی در هر لحظه است. او همدردی شما را برمی‌انگیزد. اشک شما را درمی‌آورَد و با هر قطره اشک یک رتبه بین بازیگران صعود می‌کند. «کالهوناهو» دومین فیلم پرفروش سال هند و شاهرخ نامزد بهترین بازیگر مرد از فیلم فیر شد.

سال ۲۰۰۴ هم از نظر تجاری و هم از نظر انتقادی سال خوبی برای شاهرخ بود. او در
آن سال سه فیلم داشت که هرسه نامزد بهترین فیلم شدند و شاهرخ هم برای هر سه نامزد بهترین بازیگر مرد از فیلم فیر شد. اولین فیلم، کمدی"من هونا" (من که هستم) بود. فیلمی به تهیه کنندگی شاهرخ و اولین تجربه کارگردانی فرح خان. با بازی: زاید خان، سونیل شتی، سوشمیتاسن و آمریتارائو. فیلم یک موفقیت عظیم تجاری داشت ودومین فیلم پرفروش سال بود. شاهرخ در این فیلم نقش سرگرد رام پرسادشرما را داشت که به عنوان دانشجو وارد دانشگاهی می‌شود تا هم برادر ناتنی خودش را بیابد و هم مواظب دختری باشد که ممکن بود او را بکشند.
سپس او در فیلم عاشقانه ویر-زارا در کنار پریتی زینتا به کارگردانی آدیتیا چوپرا در نقش ویرپرتاب سینگ بازی کرد. فیلم بهترین فیلم و پرفروش‌ترین فیلم سال شد و در مجموع ۹۴ کرور فروش کرد. این فیلم در ۵۵ فستیوال فیلم برلین به نمایش درآمد. در دسامبر ۲۰۰۴، خان نقدهای ستایش‌آمیز عمومی برای حضورش در نقش مهان بارگاوا در فیلم سودس(سرزمین مادری) دریافت کرد؛ و باز هم برنده جایزه فیلم فیر برای بهترین بازیگر مرد شد. این فیلم داستان یک مهندس ناساست که به هند برمی‌گردد تا ریشه‌های ملی‌اش را بهتر درک کند. نقش مقابل شاهرخ در این فیلم گایاتری جوشی بود. بسیاری از منتقدان معتقدند این بهترین بازی شاهرخ تا آن زمان بوده. منتقد جیتش پیلای می‌گوید:
شاهرخ به بازیش شگرف‌ترین اجرا را می‌دهد. فیلم فیر اجرای او را طبق موضوع سال ۲۰۱۰ به عنوان یکی از ۸۰ اجرای برتر نمادین انتخاب کرد. این فیلم در لیست ردیف جزو ۱۰ فیلم برتر بالیوودی دهه محسوب می‌شود. به هرحال سودس فروش چندان خوبی در هند نداشت. تنها اکران او در سال ۲۰۰۵، «پهلی» (معما (فیلم ۲۰۰۵)) در مقابل رانی موکرجی بود که نماینده هند در اسکار به حساب می‌آمد. گرچه فیلم شکست تجاری خورد اما ستایش منتقدان را دربرداشت. راجاسن در خصوص عملکرد خان می‌گوید: عملکرد درجه یک که از برتری او در جهان سینما حمایت می‌کند.
در سال ۲۰۰۶، او به سومین فیلم کارن جوهر که درام بزرگسالان بود به نام «کبهی الویداناکهنا» (هرگز نگو خداحافظ) پیوست. بازی شاهرخ به عنوان دو ساران، ستایش‌برانگیز بود؛ که یک نامزدی دیگر از فیلم فیر به عنوان بهترین بازیگر مرد برای اوبه دنبال داشت و فیلم هم نامزدی بهترین فیلم را به دست آورد. فیلم نقدهای مختلفی دریافت کرد اما یک موفقیت بزرگ تجاری بود؛ و مهم‌ترین امتیاز فیلم بازی عالی بازیگران بود. فیلم بعدی او، «دان: تعقیب دوباره آغاز می‌شود» (نامزد بهترین فیلم) بود؛ که از روی فیلمی به همین نام و با بازی آمیتاب باچان در سال ۱۹۷۸ ساخته شده بود. فیلم و بازی خان نقدهای مختلفی به دست آوردند
بازی او مدام با بازی آمیتاب باچان مقایسه می‌شد. تاران آدارش می‌نویسد: «خان به خوبی در نقش دان ظاهرشد. اما در نقش ویجی (شخصیت دیگر او در فیلم) شکست خورد. ساختگی است و به هیچ عنوان طبیعی به نظر نمی‌آید.» درحالی‌که درک الی استدلال می‌کند: «سخت است که او را (خان) به عنوان شخصیت عنوان (دان) قبول کنیم. او به عنوان ویجی بسیار قانع‌کننده است.» فیلم پنجمین فیلم پرفروش سال هند شد. خان برای این فیلم نه تنها نامزد بهترین بازیگر مرد از فیلم فیر، بلکه نامزد بهترین بازیگر مرد در آسیا هم شد.
در سال ۲۰۰۷، خان در فیلم جدیدش راج به نام «چاکده ایندیا» (برو هند!) حضور یافت. فیلم نامزد بهترین فیلم از فیلم فیر و برندهٔ بهترین فیلم از دید منتقدان فیلم فیرشد. خان در این فیلم نقش یک مربی هاکی به نام کبیر خان را دارد. شاهرخ در دوران کالج، یک بازیکن هاکی بود و پیش از آسیب پشتش آرزو داشت هاکی را تا حد حرفه‌ای ادامه دهد. چاکده ایندیا هم از نظر تجاری و هم انتقادی خیلی موفق بود. این فیلم سومین فیلم پرفروش سال۲۰۰۷هند بود و خان یک بار دیگر جایزهٔ بهترین بازیگر مرد از فیلم فیر را برنده شد. فیلم فیر اجرای او را طبق موضوع سال ۲۰۱۰ به عنوان یکی از ۸۰ اجرای برتر نمادین انتخاب کرد. در همان سال، خان در فیلم دوم فرح خان به نام «ام شنتی ام» (نامزد بهترین فیلم) بازی کرد. اجرای او عموماً نقدهای مثبت منتقدان را به همراه داشت. او در این فیلم در دو نقش متفاوت بازی می‌کند.
در سال ۲۰۰۸، خان باز هم با آدیتیا چوپرا در فیلم درام عاشقانه «رب نه بنادی جودی» (خداوند زوج‌ها را می‌سازد) همکاری کرد. او در این فیلم نقش مردی به اسم سوریندرساهنی را بازی می‌کند که خجالتی و کمرو است و با دختر جوانی ازدواج می‌کند اما دختر اهمیتی به او نمی‌دهد. سوریندر ظاهر خود را عوض کرده و به نام شخصیتی دیگر و کاملاً متفاوت وارد زندگی دختر می‌شود. نقش مقابل اوانوشکاشرما بود. فیلم نقدهای مثبتی دریافت کرد و نامزد بهترین فیلم شد. همچنین فروش خیلی خوبی داشت. این فیلم با ۱۵۸ کرور فروش، دومین فیلم پرفروش سال هند (پس از فیلم گاجینی) و پرفروش‌ترین فیلم شاهرخ با کمپانی یاش راج تا آن زمان بوده‌است که البته بعداً این عنوان جای خود را به مادامیکه زنده‌ام داد. رب نه بنا دی جودی پرفروش‌ترین فیلم هند در خارج از کشور و در آن زمان نهمین فیلم پرفروش هند درخارج از هند شد. بازی خان در این فیلم بازهم توسط منتقدان تحسین شد و یک نامزدی دیگر از فیلم فیر برای او به همراه داشت. ریچل سالتز از نیویورک تایمز می‌نویسد: نقش دوگانهٔ سوریندر/راج احتمالاً برای آقای خان سفارشی است تا استعدادهای دوقلوی خود را نشان دهد: او شرافتمندانه رنج می‌برد و با خودنمایی اش سرگرم می‌کند. در دسامبر همان سال، خان در حین فیلمبرداری دچار آسیب جدی شانه شد.
او در فیزیوتراپی شرکت می‌کرد اما به دلیل درد زیاد تقریباً بی حرکت بود و در فوریه ۲۰۰۹ تحت عمل جراحی آرتروسکوپی قرار گرفت.
خان سپس شروع به بازی و تهیه‌کنندگی فیلم من خان هستم (نامزد بهترین فیلم) کرد. این فیلم چهارمین همکاری او با کارن جوهر و ششمین همکاری اوباکاجول است. فیلم داستان مرد مسلمان مبتلا به سندروم اسپارگر بود که سعی می‌کرد تا رئیس‌جمهور آمریکا را ملاقات کند. خان چند ماه مطالعه کرد، فیلم تماشا کرد و با افراد مبتلا به این بیماری صحبت کرد تا بتواند نقش خود را به خوبی اجرا کند. فیلم نقدهای مثبتی دریافت کرد و دومین فیلم پرفروش تاریخ هند در خارج از کشور شد (پس از فیلم سه احمق). اجرای خان در نقش رضوان خان قدردانی بیشتر منتقدان را به دنبال داشت. جی وسیسبرگ می‌گوید: خان رفتار بیماران اسپارگر را انجام داده‌است. چشم‌های برگردان، قدم‌های جهنده، لکنت و تکرار هنگام حفظ کردن متون. شاهرخ با این فیلم هشتمین جایزهٔ فیلم فیر بهترین بازیگر را گرفت و توانست به رکورد دیلیپ کومار برسد.
وی در رکورد دار بیشترین جایزه فیلم فیر در تاریخ سینمای بالیوود است.
۲۰۱۱ تاکنون: ادامهٔ بقیهٔ ریسک‌ها 

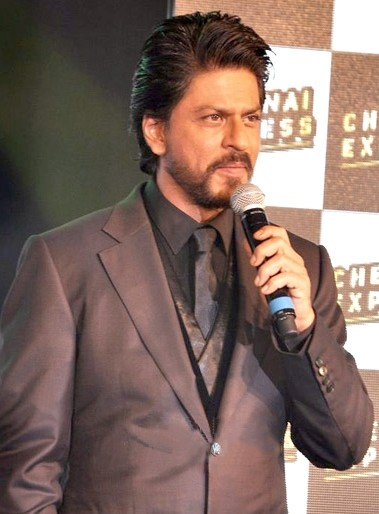
۲۰۱۳

 در سال ۲۰۱۱ شاهرخ در فیلمی تخیلی به نام راوان در مقابل کارینا کاپور و آرجون رامپال بازی کرد. این فیلم داستان طراح بازی به اسم شکر بود که بازی به اسم راوان (نام شخصیت منفی بازی) می‌سازد اما راوان به دنیای واقعی راه می‌یابد. این فیلم هزینه برترین فیلم بالیوود تا آن زمان بابودجهٔ تخمینی ۱۲۵ کرور بود. شاهرخ برای ساخت راوان درگیری‌های زیادی پیدا کرد. این فیلم پس از اکران موفقیت مالی بسیار زیادی کسب کرد و ۲۰۲ کرور فروخت. فیلم ونقش دوگانه شاهرخ نقدهای مختلفی دریافت کردند. در حالی‌که بیشتر منتقدان بازی اوبه عنوان ابرقهرمان جی وان را ستایش می‌کردند، به نقد تند کاراکتر دیگر او، شکر می‌پرداختند. راجیو مسند می‌نویسد: "تنها عملکرد به وضوح برجسته توسط شاهرخ خان. شکرسوبرامانیام فریبنده است، درحالی‌که به عنوان جی وان، او حتی به شخصیت ربات بازیش هم توانایی رهبری کردن داده."وDNA India اضافه می‌کند: خان در محیط طبیعی خودش و به عنوان ابرقهرمان جی وان قدرتمند است. با این حال در نقش شکر بیش از حد رنجش آور است."دومین اکران سال او، دان۲: تعقیب ادامه می‌یابد (نامزد بهترین فیلم) بود. یک ادامه از فیلم پرفروش و موفق دان در سال ۲۰۰۶. خان به منظور آماده شدن برای نقشش، تمرینات گسترده‌ای انجام داد و بیشتر بدل‌کاری‌های فیلم را برعهده داشت. اجرای او واکنش‌های مثبت منتقدان را به دنبال داشت. نیکات کاظمی از تایمز آف ایندیا می‌نویسد: "شاهرخ در فرماندهی می‌ماند و هرگز جای پایش را گم نمی‌کند. نه در صحنه‌های دراماتیک ونه درصحنه‌های اکشن. "فیلم فروش عالی داشت و چهارمین فیلم پرفروش سال شد و ۲۰۶ کرور فروخت. دان ۲ در شصت ودومین جشنواره فیلم برلین نمایش داده شد. خان با این فیلم یک نامزدی بهترین بازیگر از فیلم فیر به دست آورد.
تنها اکران او در سال ۲۰۱۲، فیلم درام عاشقانه جب تک هی جان (مادامیکه زنده‌ام) آخرین ساخته یاش چوپرا بود. یاش چوپرا ۴ فیلم آخرش را با حضور شاهرخ به عنوان نقش اصلی ساخته بود. شاهرخ در این فیلم در مقابل کاترینا کایف و انوشکا شارما بازی کرد. یاش چوپرا پس از هشت سال دوری از سینما و آخرین ساخته‌اش ویر-زارا در سال ۲۰۰۴ این فیلم را اکران کرد. فیلم نقدهای مثبت متمایل به مخلوط از منتقدان داخل هند و نقدهای مثبتی از منتقدان خارج هند دریافت کرد و ۲۱۱ کرور فروخت. شاهرخ برای این فیلم یک نامزدی فیلم فیر دیگر به دست آورد.
درژانویه۲۰۱۳ فیلم اکشن
کمدی چنای اکسپرس ساخته جدید روهیت شتی در مقابل دیپیکا پادوکنه اکران شد و فروش فوق‌العاده‌ای داشته به‌طوری‌که رکوردهای بسیاری را شکسته‌است و اکنون سومین فیلم پرفروش تاریخ هند است.

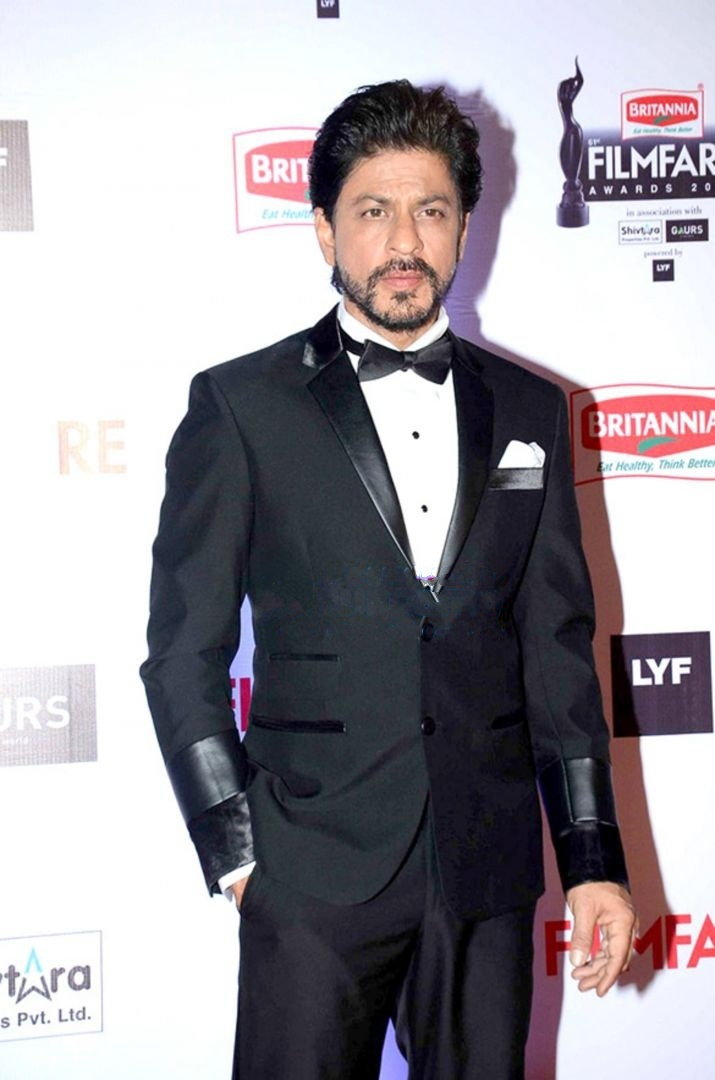
۲۰۱۶

فیلم کمدی سال نو مبارک به کارگردانی فرح خان سال ۲۰۱۴ رکورد پرفروش‌ترین اکران در روز اول را در دست دارد و پنجمین فیلم پرفروش تاریخ هند می‌باشد. این فیلم سومین کار مشترک بین شاهرخ خان و دیپیکا پادوکونه است.
وی در سال ۲۰۱۵ فیلم دلداده را داشت که فروش نسبتاً خوبی به ارمغان آورد اما از سمت منتقدان شکست خورد. این فیلم هفتمین همکاری زوج هنری شاهرخ خان کاجول بود و کارگردانی آن بر عهده روهیت شتی بود.
در ۲۰۱۶ فیلم بسیار شکست خورده طرفدار در گیشه را داشت که بسیار عجیب به نظر می‌رسید. فیلم نمره‌های مثبت فراوان دریافت کرد و در سراسر جهان تحسین شد اما فروش آن به شدت کم بود.
کار دیگری شاهرخ در سال ۲۰۱۶ فیلم زندگی عزیز بود که داستانی عاشقانه کمدی داشت داستان دربارهٔ یک دختر فیلم‌بردار (عالیا بات) که استعداد زیادی دارد اما از ترس رها شدن به رابطه‌های عاطفی اش به سرعت خاتمه می‌دهد تا اینکه به‌طور ناگهانی با یک روان‌شناس (شاهرخ خان) آشنا می‌شود که با هزینه ۲۲ کرور به موفقیت ۱۳۹ کرور فروش رسید
در ۲۰۱۷ فیلم رئیس را داشت که راهول دولاکیا کارگردان آن بود. این فیلم در گیشه فروش خوبی ارائه کرد و همچنین نمره منتقدان به این فیلم نسبتاً خوب بود. در این سال فیلم وقتی هری سجال را دید را بازی کرد که هم در باکس آفیس و هم از دید منتقدان یک فاجعه نامگذاری شد و بسیاری معتقدند این فیلم بدترین فیلم دوران کاری شاهرخ خان بوده‌است.

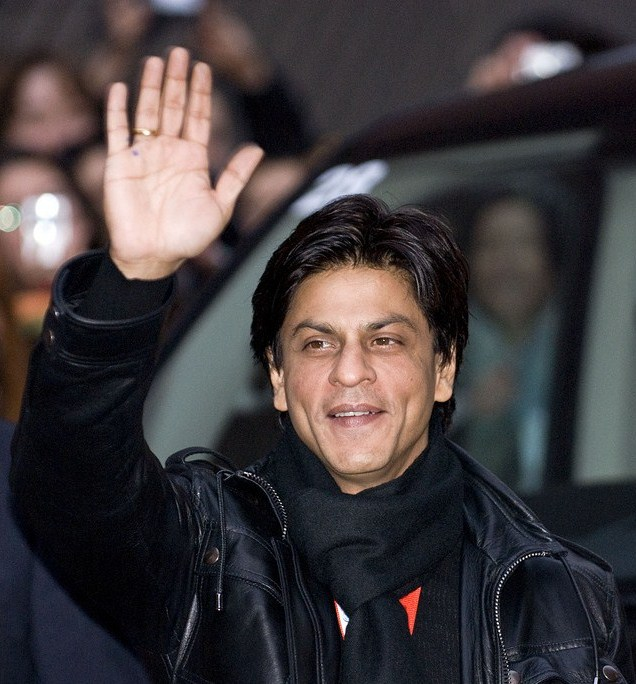
۲۰۰۸

در ۲۰۱۸ فیلم زیرو یکی از پرهزینه‌ترین فیلم‌های تاریخ سینما را (با بودجه ۲۰۰ کروری) ساخت اما فروش این فیلم بسیار ضعیف بود و نمرات منتقدان به فیلم پایین بود اما نوع ایفای نقش شاهرخ خان در این فیلم تحسین شد و جوایز مختلف بین‌المللی دریافت کرد.
در سال ۲۰۲۳ شاهرخ خان پس از چهار سال دوری از سینما با فیلم پتان به سینما بازگشت. پتان موفق به شکستن رکوردهای زیادی از جمله بزرگ‌ترین فروش روز اول تاریخ بالیوود شد. این فیلم پس از ۲۴ روز اکران موفق به فروش جهانی ۹۸۱ کرور شده‌است.

## تهیه‌کننده
خان در سال ۱۹۹۹ به همراه جوهی چاولا (بازیگر) و عزیز میرزا (کارگردان) شرکت فیلمسازی به نام Dreamz Unlimited راه‌اندازی کرد. در سال۲۰۰۴، این کمپانی را به Red Chillies Entertainment تغییر
داد و همسرش گوری خان نیز تهیه کنندگی را بر عهده گرفت. در کمپانی اول، فیلم «پهیر بهی دل‌های هندوستانی» را با بازی خودش وجوهی چاولا و کارگردانی عزیز میرزا تولید کرد که یک شکست انتقادی وتجاری بود. سال بعد فیلم «آشوکا» را تولید کرد که اگرچه شکست تجاری خورد اما از نظر انتقادی موفق بود و نامزد جایزهٔ فیلم فیر برای بهترین فیلم شد. فیلم «یک دو کاچهار» هم موفق نبود. اما فیلم آخر این کمپانی «چلته چلته» بود ه علاوه بر موفقیت انتقادی، موفقیت تجاری هم به دست آورد.

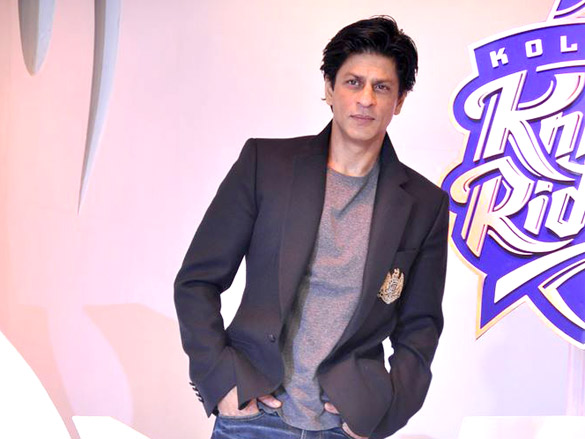
خان در حال پرده برداری از لوگوی جدید «کولکاتا نایت ریدرز» در۲۰۱۱

اولین فیلم تولید شده توسط Red Chillies Entertainment، «من هون نا»(من که هستم)نام داشت که اولین تجربهٔ کارگردانی رقص آرای موفق فرح خان، بود. این فیلم نامزد ۱۰ جایزهٔ فیلم فیر از جمله بهترین فیلم شد و جایزهٔ بهترین کارگردانی موسیقی را دریافت کرد و همچنین یکی از پرفروش‌ترین فیلم‌های سال بود. سال بعد او فیلم تخیلی «پهلی»(معما)را ساخت که با تحسین منتقدان مواجه شد و نمایندهٔ هند برای شرکت در اسکار بود. در سال ۲۰۰۵ خان همچنین یکی از تهیه‌کنندگان فیلم ترسناک «کال» به همراه کاران جوهر بود. کال تاحدی درگیشه موفق بود.
در سال ۲۰۰۷، خان فیلم موفق "ام شنتی ام" به کارگردانی فرح خان را تولید کرد. این فیلم پرفروشترین فیلم سال و نامزد بهترین فیلم از فیلم فیر شد. کمپانی او فیلم "بیلو"(۲۰۰۹)و "آلویز کبهی کبهی" (همیشه گاهی) در سال ۲۰۱۱ را تولید کرد. هنگام فیلمبرداری من خان هستم کاران جوهر که رئیس شرکت Dharma Productions بود، از خان خواست تا فیلم را هر دو کمپانی به‌طور مشترک تولید کنند. این دو کمپانی در سال
۲۰۱۲ درساخت کارگردانی بعدی کاران جوهر به نام "دانش آموز سال" دوباره با هم همکاری کردند. در سال۲۰۱۱، کمپانی فیلم تخیلی "راوان" را ساخت که در آن جلوه‌های ویژه بسیاری به کاررفته بود. خان همچنین یکی از تهیه‌کنندگان "دان۲"به همراه استودیوی Excel Entertainment در سال ۲۰۱۱ بود. فیلم یک موفقیت بزرگ در هند و خارج هند بود. در سال ۲۰۱۳ خان فیلم"چنای اکسپرس" را تهیه کرد که بسیار موفق بود و رکوردهای بسیاری را شکست و تبدیل به پرفروش‌ترین فیلم تاریخ هند شد.

## زندگی شخصی

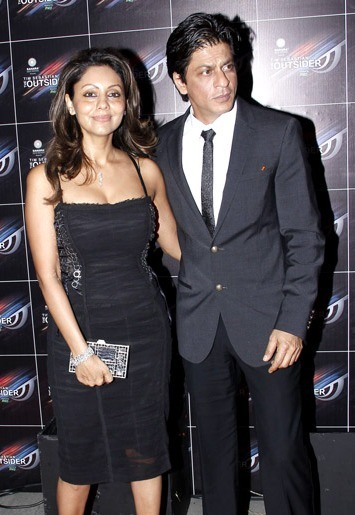
خان با همسرش گوری خان در ۲۰۱۲

خان در اکتبر ۱۹۹۱ پس از شش سال نامزدی با گوری چیبر، در یک مراسم عروسی سنتی هندو، با او که از پنجابی‌های هندو است، ازدواج کرد. آن‌ها یک پسر به‌نام آریان (زادهٔ ۱۹۹۷) و یک دختر به‌نام سوهانا (زادهٔ ۲۰۰۰) دارند. در سال ۲۰۱۳، آن‌ها صاحب فرزند سومی شدند که از طریق رحم اجاره‌ای به دنیا آمد.
به گفتهٔ خان، در حالی که خودش به اسلام اعتقاد شدیدی دارد، برای دین همسرش نیز ارزش قائل است. فرزندان او پیرو هر دو دین پدر و مادرش هستند. در خانه او، قرآن در کنار مورتی قرار گرفته است. اگرچه نام تولدش Shahrukh Khan است، اما خان ترجیح می‌دهد نام خود را به‌شکل Shah Rukh Khan بنویسند، و معمولاً او را با سرواژهٔ SRK خطاب می‌کنند.